# Sănduleni
Sănduleni is een Roemeense gemeente in het district Bacău.
Sănduleni telt 4479 inwoners.